# Каролинский кустарниковый крапивник
Каролинский кустарниковый крапивник (лат. Thryothorus ludovicianus) — вид птиц из семейства Крапивниковых. Единственный представитель рода. Обитает на востоке США, на крайнем юге Онтарио и на крайнем северо-востоке Мексики. Является государственной птицей Южной Каролины.

## Таксономия
Каролинский кустарниковый крапивник был впервые описан Джоном Лейтемом в 1790 году как Sylvia ludoviciana. Луи-Жан-Пьер Вьейо отнёс все виды крапивниковых к роду Troglodytes и переименовал каролинского кустарникового крапивника в Troglodytes arundinaceus, но впоследствии поместил его в отдельный род Thryothorus, который он создал в 1816 году.
Выделяют 10 подвидов:
- Thryothorus ludovicianus ludovicianus (Latham, 1790) — обитает на юго-востоке Канады (юг Онтарио, нерегулярно на востоке и юге Квебека) и востоке США (юг Висконсина и Новой Англии и на юг до Техаса, север Флориды)[6][4].
- Thryothorus ludovicianus miamensis Ridgway, 1875 — обитает в Флориде от 30-й параллели на юг по всему штату[7][4].
- Thryothorus ludovicianus nesophilus Stevenson, 1973 — обитает на острове Дог[англ.][7][4].
- Thryothorus ludovicianus burleighi Lowery, 1940 — обитает на прибрежных островах Миссисипи: Кэт[англ.], Шип[англ.] и Хорн[англ.][7][4].
- Thryothorus ludovicianus lomitensis Sennett, 1890 — обитает от юга Техаса до крайнего северо-востока Мексики (Тамаулипас)[7][4].
- Thryothorus ludovicianus berlandieri S. F. Baird, 1858 — обитает на северо-востоке Мексики (восток Коауила, Нуэво-Леон, юго-запад Тамаулипаса)[6][4].
- Thryothorus ludovicianus tropicalis Lowery & Newman, RJ, 1949 — обитает на северо-востоке Мексики (восток Сан-Луис-Потоси, юг Тамаулипаса)[7][4].
- Thryothorus ludovicianus albinucha (Cabot, S, 1847) — обитает на юго-востоке Мексики, на севере Белиза и Гватемалы.
- Thryothorus ludovicianus subfulvus Miller, W & Griscom, 1925 — обитает в Гватемале и Никарагуа.

## Описание
Каролинский кустарниковый крапивник имеет длину от 12,5 до 14 см, размах крыльев 29 см, вес от 18 до 23 г, хорда крыла от 5,4 до 6,4 см, хвост от 4,5 до 5,6 см, клюв от 1,4 до 1,8 см и цевка от 2 до 2,3 см. Половой диморфизм выражен незначительно. Исследование показало, что из 42 спаривающихся пар каждый самец, кроме одного, был крупнее самки в паре. В среднем самцы были на 11 % тяжелее и имели более длинные хорды крыльев.

## Среда обитания и распространение
Постоянные места размножения вида варьируются от востока Небраски, юга Мичигана, юго-востока Онтарио и штатов Новой Англии до мексиканских штатов, таких как Коауила, Нуэво-Леон, Сан-Луис-Потоси и Тамаулипас, а также побережья Мексиканского залива в США. Местные проявления с нечастыми и вероятными местами размножения включают юго-восток Южной Дакоты, центральный Канзас, восток Колорадо, запад Оклахомы и Техас до Мэна и Нью-Брансуика. Также вид был замечен в Колорадо, Нью-Мексико, Аризоне, Вайоминге, Южной Дакоте, Манитобе, Новой Шотландии и заливе Святого Лаврентия.

## В культуре

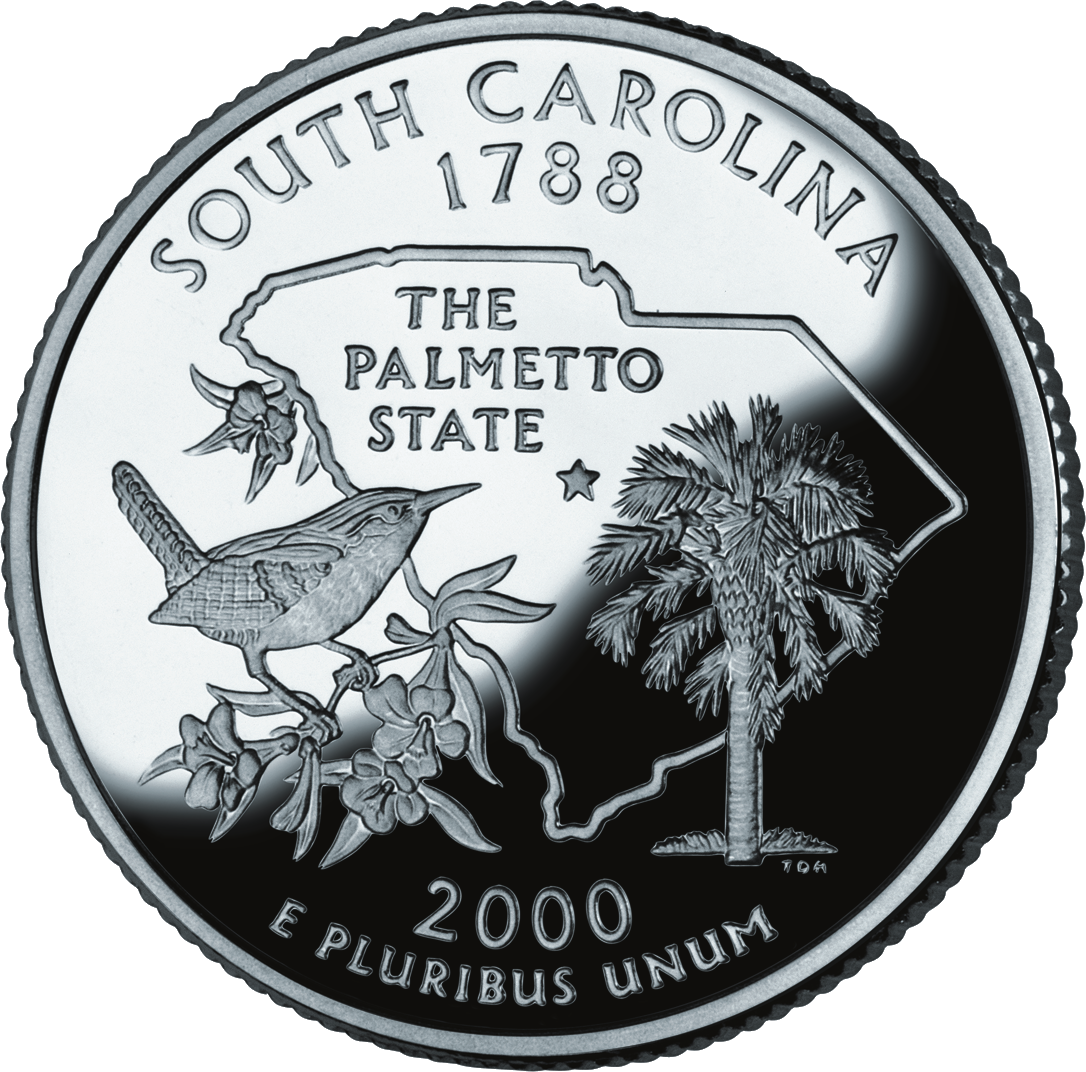
Монета номиналом в 25 центов с изображением каролинского кустарникового крапивника

В 1930 году Федеративный женский клуб Южной Каролины принял каролинского кустарникового крапивника в качестве неофициальной птицы штата вместо плачущей горлицы и настаивал на его официальном принятии государством до 1939 года, когда Законодательное собрание Южной Каролины признало многоголосого пересмешника птицей штата. Однако в 1948 году законодательный орган поменял своё решение и признал каролинского кустарникового крапивника в качестве государственной птицы.
В 2000 году каролинский кустарниковый крапивник был изображён на памятной монете номиналом в 25 центов в рамках программы Двадцатипятицентовики пятидесяти штатов.